# Cindy Franssen
Cindy Franssen (nascida em 30 de janeiro de 1976) é uma política belga do Partido Democrata-Cristão e Flamengo (CD&V) que foi eleita membro do Parlamento Europeu em 2019.
Desde então, Franssen tem servido na Comissão do Emprego e dos Assuntos Sociais e na Comissão dos Direitos da Mulher e da Igualdade de Género. Em 2020, ela também se juntou ao Comité Especial de Combate ao Cancro.
Para além das suas atribuições nas comissões, Franssen faz parte da delegação do Parlamento para as relações com a Índia. Ela também faz parte do Intergrupo do Parlamento Europeu sobre Deficiência e do grupo contra o cancro.